# Kivistön suuralue
Le district de Kivistö (en finnois : Kivistön suuralue) est un district de Vantaa, une des principales villes de l'agglomération d'Helsinki en Finlande.

## Présentation
Le district de Kivistö est divisé en dix quartiers:
| N° , | Nom         | Habitants (31.12.2020) | Superficie (km²) | Densité (1.1.2015) (h/km²) | Emplois (31.12.2013) |
| ---- | ----------- | ---------------------- | ---------------- | -------------------------- | -------------------- |
| 21   | Piispankylä | 811                    | 3,5              | 238                        | 1 199                |
| 22   | Keimola     | 1522                   | 10,6             | 17                         | 68                   |
| 23   | Kivistö     | 8909                   | 7,0              | 532                        | 526                  |
| 24   | Lapinkylä   | 1353                   | 5,3              | 228                        | 93                   |
| 25   | Myllymäki   | 255                    | 3,4              | 83                         | 40                   |
| 30   | Vestra      | 341                    | 5,2              | 70                         | 57                   |
| 31   | Luhtaanmäki | 279                    | 6,7              | 43                         | 192                  |
| 32   | Riipilä     | 694                    | 13,1             | 54                         | 68                   |
| 33   | Seutula     | 799                    | 6,4              | 141                        | 466                  |
| 34   | Kiila       | 400                    | 10,3             | 41                         | 114                  |
| 2    | Total       | 15363                  | 71,5             | 125                        | 2 823                |

## Galerie

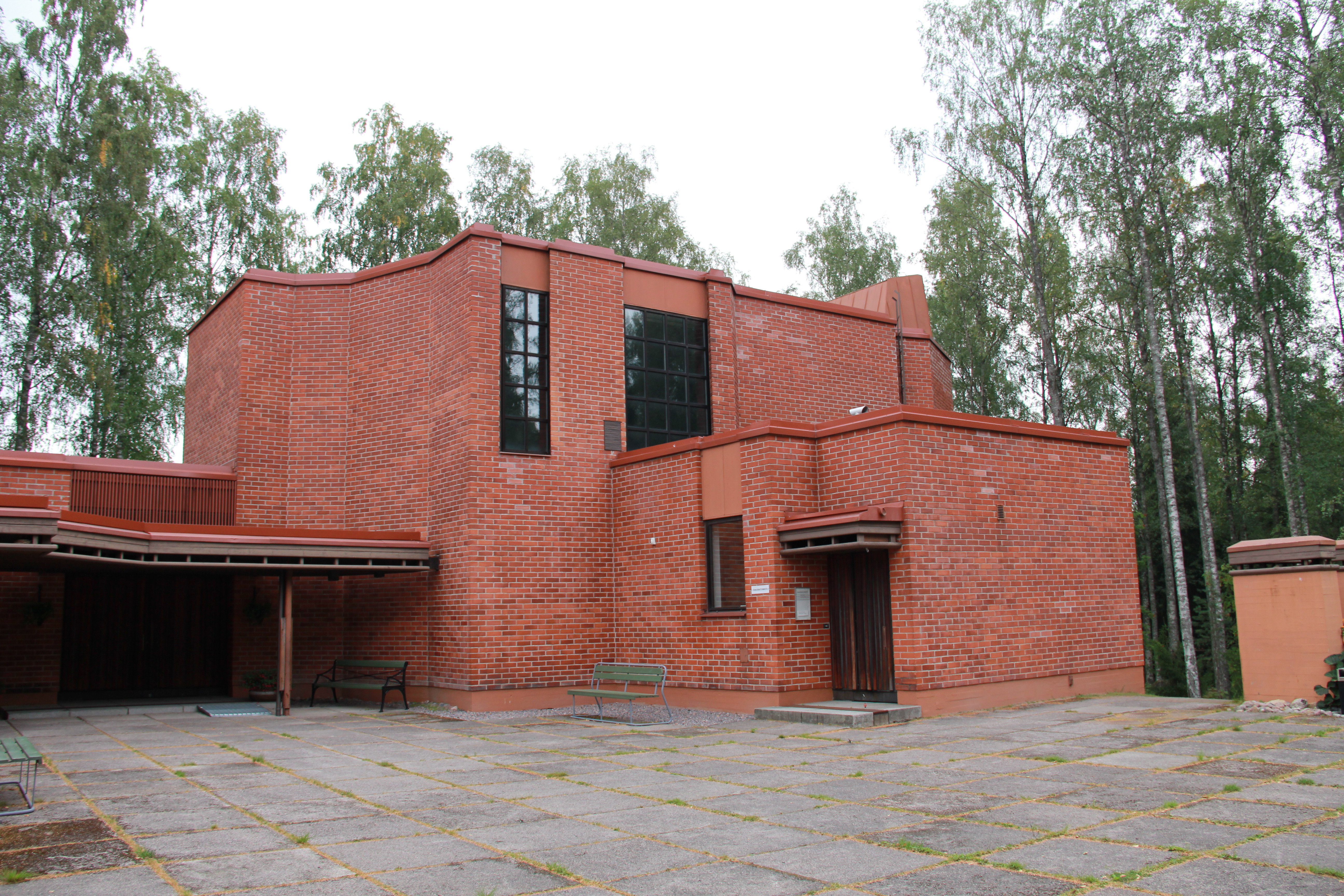
L'église de Kivistö.
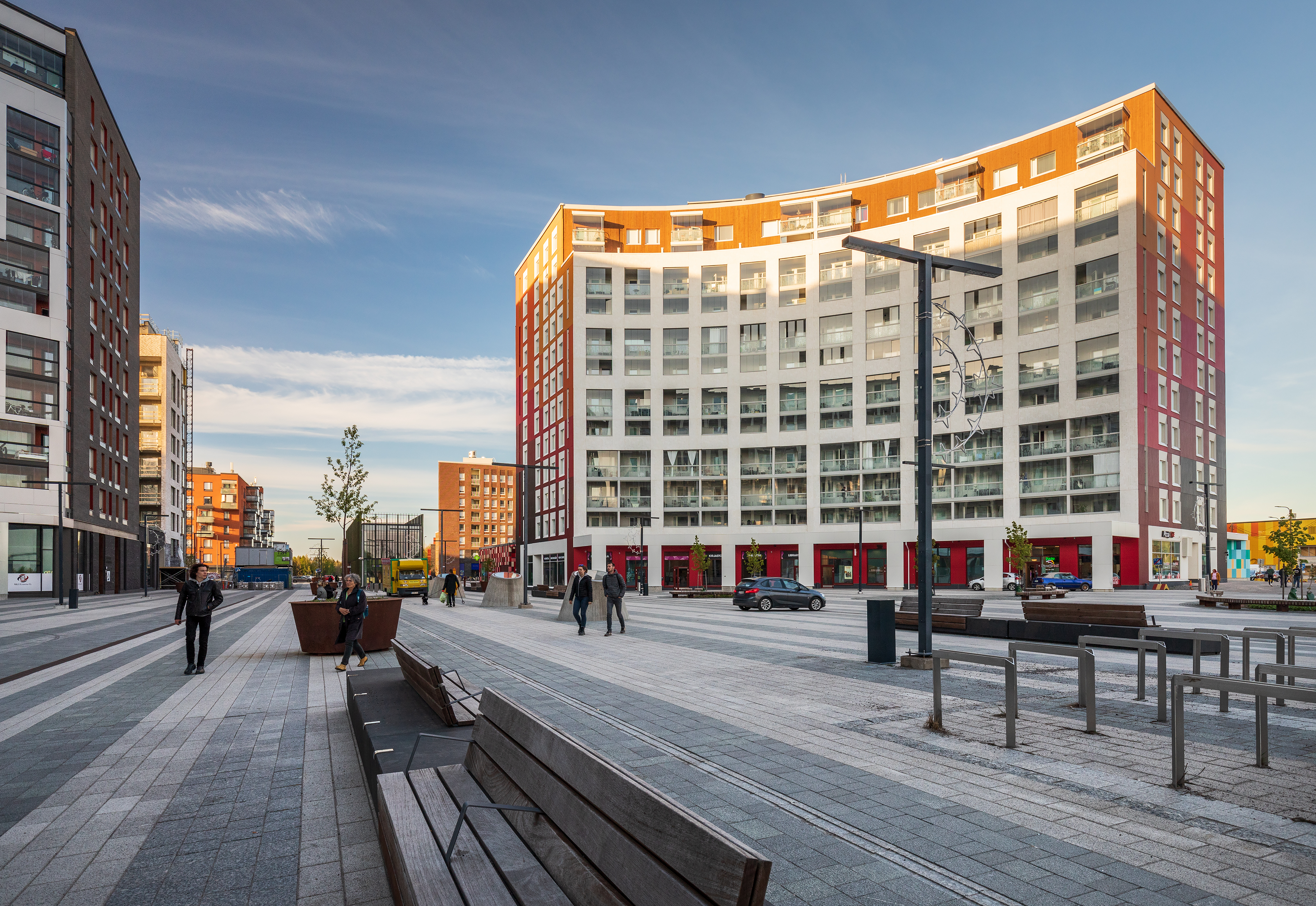
Topaasiaukio.
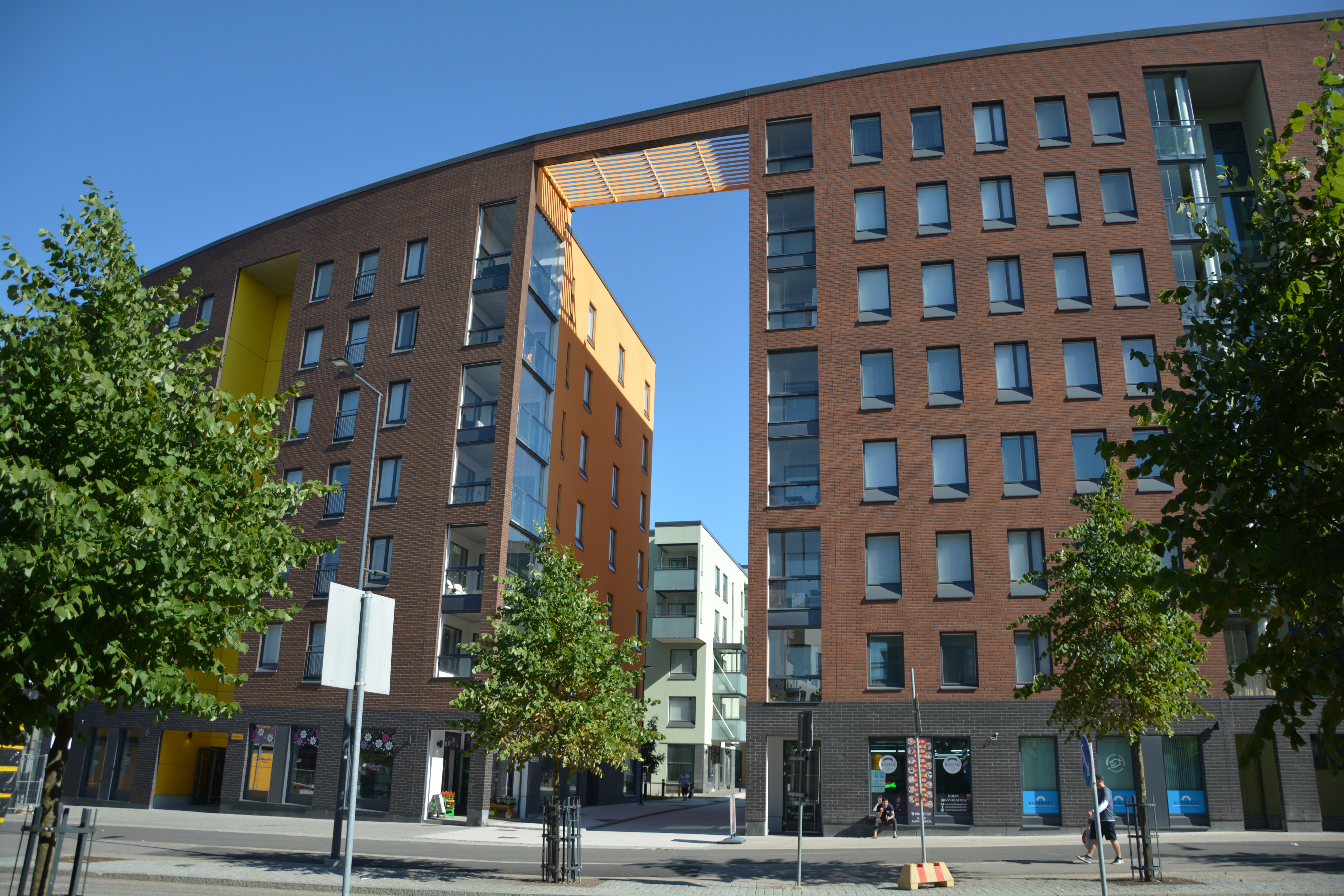
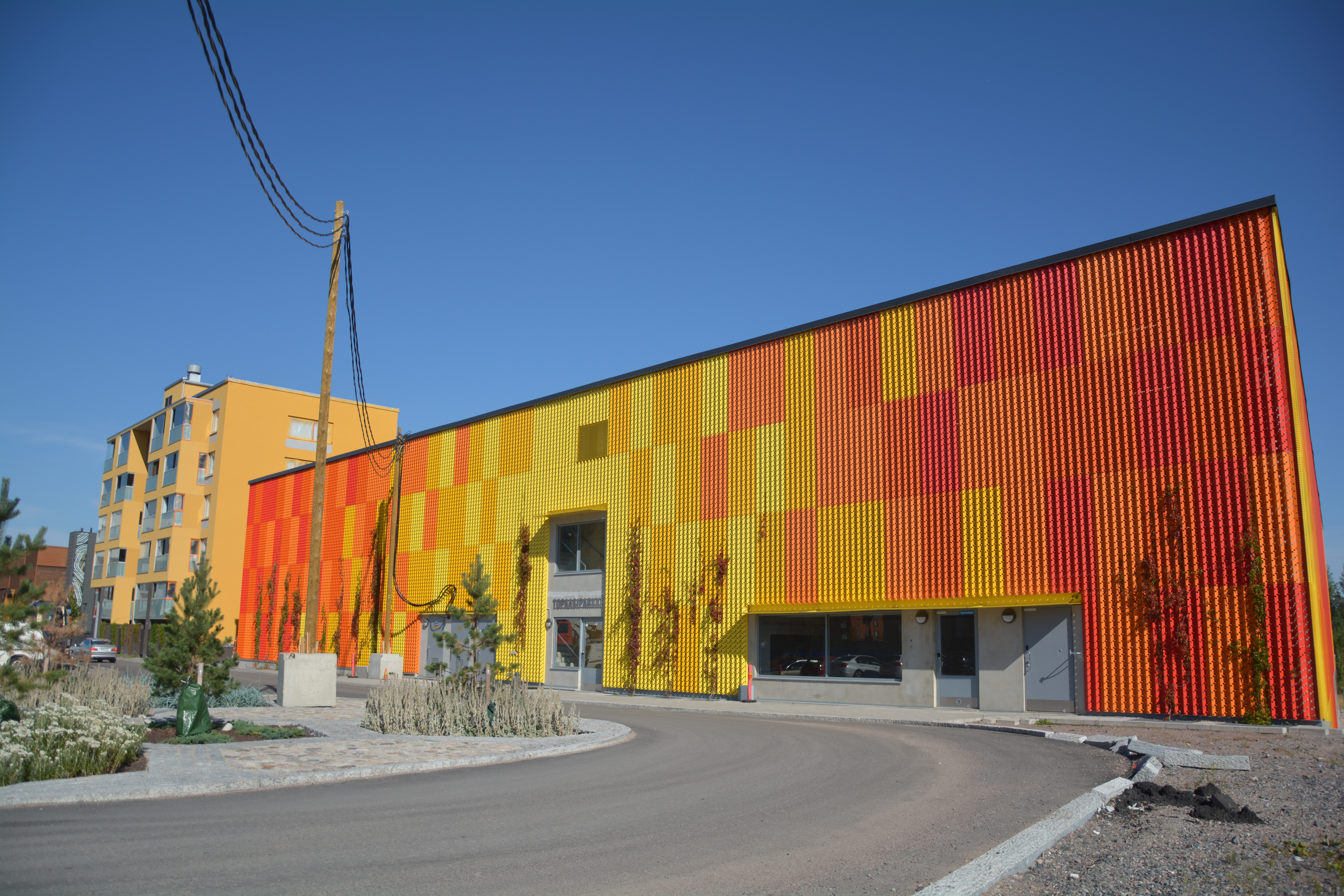